# Hampus Jildenbäck
Hampus David Jildenbäck, född 8 september 1987 i Brännkyrka, Stockholm, är en svensk handbollsspelare (högersexa/högernia).

## Karriär
Hampus Jildenbäck är fostrad i IFK Tumba. Han kom första gången till Lugi HF som 18-åring 2006 och stannade två säsonger innan han återvände till Tumba. 2009 var han utlånad från Tumba till HK Malmö några matcher. Efter ett år i Tumba gick han till Norge och spelade för Bodø HK i andraligan. Där stannade han i tre år och vann skytteligan i norska andraligan. 2012 började han spela för Haslum HK i Norge. Där stannade han bara en säsong innan han i augusti 2013 återvände till Lugi. Redan första säsongen fick Jildenbäck spela SM-final med Lugi mot Alingsås HK.
Andra sejouren i Lugi gick mycket bättre än första för Jildenbäck. Han erövrade snart startpositionen på högersex från Kristian Meijer och blev en av Lugis viktigaste spelare. Han är snabb som kontringsspelare och säker i sina avslut från kanten. Eftersom han också spelat på niometer avslutar han ibland från niometerslägen och är ofta en viktig spelare i numerära underlägen. Säsongen 2016–2017 och även 2017–2018 blev han uttagen som högersexa i All Star Team i Handbollsligan. Han har haft högsta MEP på sin position högersex under alla säsonger sedan 2015. Inför 2017 ryktades det om bundesligakontrakt men Jildenbäck nobbade kontraktet. Efter att ha spelat under 2018 i Lugi HF blev det i december klart att Jildenbäck skulle bli proffs i Franska ligan. Tiden i franska ligan blev inte så bra. Först drabbades han av en axelskada 2019. Han trivdes inte så bra i Frankrike med tränare och träning. 2020 avslutade han tiden i Frankrike ett år i förtid och menade att han nu var färdig med handbollen. Jildenbäck spelade sedan sporadiskt för AIK Handboll i allsvenskan hösten 2020. I februari 2021 anslöt han till HK Malmö för att ersätta knäskadade Johannes Larsson.

### Landslagsspel
Jildenbäck gjorde landslagsdebut i en träningsturnering den 8 juni 2017 i Elverum mot Polen. Jildenbäck gjorde 6 mål och blev bästa målgörare i debutmatchen. Spelade sedan två landskamper till mot Norge och Island i samma turnering. 2018 Hampus Jildenbäck ny chans i landslaget i två landskamper mot Kroatien som spelades i början av april 2018. Mattias Zachrisson flyttades till högernioposition och då fanns plats för Jildenbäck på högersex tillsammans med Niclas Ekberg.